# Вав (буква арабского алфавита)
Вав (араб. واو‎) — двадцать седьмая буква арабского алфавита. Передает звук, аналогичный звуку [w] в английском языке. В отечественных учебниках арабского языка данный звук в транскрипции обозначается как [ў]. Латинская транскрипция — [u̯]. Относится к лунным буквам.

و в логотипе Википедии

## Соединение
Данная буква соединяется только справа и имеет лишь два начертания (как и буквы ازرذد). Стоящая отдельно и в начале слова Вав пишется, как ﻭ; в конце или середине слова — ـو.

## Абджадия
Букве соответствует число 6.

## Произношение
Буква «вав» обозначает звонкий губно-губной согласный звук, не имеющий соответствия в русском языке (аналогичный звук [w] имеется в английском языке). Чтобы произнести этот звук, надо округлённые губы сблизить друг с другом, оставив узкое отверстие для прохода воздуха, и стараться произнести русское [в]. При этом нижняя губа ни в коем случае не должна касаться верхних зубов, как это бывает при произнесении русского [в].
Русский [в] отличается от арабского [ў] тем, что, будучи губно-зубным, образуется при участии верхних зубов и нижней губы.